# 1988 TD
1988 TD är en asteroid i huvudbältet som upptäcktes den 3 oktober 1988 av de båda japanska astronomerna Seiji Ueda och Hiroshi Kaneda i Kushiro.
Asteroiden har en diameter på ungefär 7 kilometer och den tillhör asteroidgruppen Nysa.